# Gilberto Ramírez
Gilberto Ramírez est un boxeur mexicain né le 19 juin 1991 à Mazatlan.

## Carrière
Passé professionnel en 2009, il devient champion d'Amérique du Nord NABO et NABF des poids super-moyens en 2014 puis remporte le titre mondial WBO de la catégorie le 9 avril 2016 après sa victoire aux points face à Arthur Abraham. Il conserve son titre le 22 avril 2017 après sa victoire aux points contre Max Bursak ainsi que le 22 septembre 2017 face à Jesse Hart également aux points.
Ramirez conserve son invincibilité en battant le 3 février 2018 Habib Ahmed par arrêt de l'arbitre au 6e round puis Roamer Alexis Angulo et à nouveau Jesse Hart les 30 juin et 14 décembre 2018 aux points. Il laisse son titre vacant le 13 mai 2019.
Il enchaine ensuite des victoires contre Tommy Karpency, Alfonso Lopez, Sullivan Barrera, Yunieski Gonzalez et Dominic Boesel, portant son palmarès à 44 victoires (dont 30 par KO) pour 0 défaites. Le 5 novembre 2022, Ramírez affronte Dmitrii Bivol, champion WBA des poids mi-lourds, et s'incline aux points pour la première fois de sa carrière professionnelle. Il parvient toutefois à se relancer en devenant champion du monde des poids lourds-légers WBA le 30 mars 2024 aux dépens d'Arsen Goulamirian et WBO le 16 novembre 2024 en battant aux points Chris Billam-Smith. Gilberto Ramírez s'impose ensuite face à Yuniel Dorticos aux points le 28 juin 2025.